# Gautier Ier d'Enghien
Pour les articles homonymes, voir Gautier.
Gautier d'Enghien, dit le grand, était un seigneur brabançon, né en 1240, décédé le 9 mai 1271.

## Biographie
Il était le fils de Siger d'Enghien et d'Alix de Sotteghen. Il se maria avec Mahaut de Brabançon (fille de Jean de Brabançon et de Isabeau de Soissons) ; puis Mahaut de Perwez ou de Dongelberg ; enfin Marie de Rethel fille de Manassès V avec laquelle il eut trois enfants :
- Gautier II d'Enghien ;
- Gérard Ier d'Enghien-Sotteghen (mort vers 1290 ou 1307) : père de Gérard II (mort en 1319 ; x 1280 Marie, vicomtesse de Gand) ;
- Marie d'Enghien, dame de Thieusies [a-t-elle existé ? à ne pas confondre en tout cas avec Marie, arrière-petite-fille de Gautier Ier d'Enghien en tant que fille de Gérard II de Zotteghem et de Marie vicomtesse de Gand/Gent, et petite-fille paternelle de Gérard Ier d'Enghien sire de Zotteghem ci-dessus, le frère cadet de Gautier II ; décédée en 1318 ; dame de Sotteghen, burgravine de Gent ; elle épouse — avant 1305, veuve en 1312 —  Hugues V d'Antoing seigneur d'Épinoy : de leur union naîtra Isabelle d'Antoing qui épousera Jean Ier de Melun et lui transmettra Antoing, Epinoy, Sotteghem et la vicomté de Gand ; puis Marie d'Enghien-Zotteghem épouse sans doute Guy de Flandres, seigneur de Richebourg, dernier fils de Guillaume dit Sans terre et d'Alix vicomtesse de Châteaudun : probablement sans postérité].

Il fortifie le château d'Enghien et en 1267 signe une convention de paix entre la ville de Louvain et la duchesse de Brabant (Adélaïde de Bourgogne (1233-1273) à Cortenberg.
La maison avait pour cri de ralliement Enghien au seigneur.

## Sources
- (nl) Cet article est partiellement ou en totalité issu de l’article de Wikipédia en néerlandais intitulé « Wouter I van Edingen » (voir la liste des auteurs).

- Fondation pour la généalogie médiévale (en anglais) .
- Heraldus .
- Etienne Pattou .

## Note et référence
1. ↑  Balduinus de Avennis Genealogia, RHGF XIII, p. 561.